# Вівека Ліндфорс
Ельса Вівека Торстенсдоттер Ліндфорс (швед. Elsa Viveca Torstensdotter Lindfors; 29 грудня 1920, Уппсала — 25 жовтня 1995, там же) — шведська та американська акторка, сценаристка, кінопродюсерка та кінорежисерка.

## Біографія
Батько — видавець книг з мистецтва, мати — художниця. Закінчила акторську школу при Королівському драматичному театрі Швеції. У 1940 дебютувала у фільмі Івара Юханссона, грала в театрі та кіно, знімалася у Пера Ліндберга, Арне Матссона, Хассе Екмана. У 1946 році підписала контракт з фірмою Warner Bros. і переїхала до США, працювала у Голлівуді. У 1951 році отримала американське громадянство.
Знімалася з Лізабет Скотт, Вірджинією Мейо, Гленном Фордом, Рональдом Рейганом, Чарлтоном Хестоном, Ерролом Флінном, Джозефом Коттеном, Майклом Кейном. Працювала на телебаченні, знімалася в кількох серіалах, у тому числі у серіалі ABC «Життя триває», за який отримала премію Еммі. Загалом знялася у 140 телевізійних та кінофільмах.
На сцені грала у драмах Шекспіра, Стріндберга, Брехта, Теннессі Вільямса, виступала у мюзиклах. У 1990 році на шляху до нью-йоркського театру зазнала нападу на вулиці, їй поранили обличчя бритвою. Після накладання швів акторка включилася до репетиції.
Чотири рази була одружена. Її чоловіками були шведський кінооператор Харрі Хассо, Фолке Рогард, режисери Дон Сігел та Джордж Таборі. Двоє з дітей — Олена та Крістофер Таборі — стали акторами.
У 1995 повернулася до Швеції, щоб грати у драмі «У пошуках Стріндберга». Померла від наслідків ревматоїдного артриту. Похована на батьківщині.

## Вибрана фільмографія
- 1985 — Певна справа / The Sure Thing
- 1991 — Зендалі / Zandalee
- 1994 — Зоряна брама / Stargate